# Джеральд Грем
Генерал-лейтенант сер Джеральд Грем (27 червня 1831 — 17 грудня 1899) був старшим британським армійським командиром наприкінці 19-го століття та англійським кавалером Хреста Вікторії, найвищої нагороди за хоробрість перед обличчям ворога, якою можуть бути нагороджені британські та співдружні сили.

## Раннє життя
Він народився в Ектон (Лондон), Міддлсекс, і після навчання у Вімблдоні та Дрездені був прийнятий (1847) до Королівської військової академії у Вуліджі та завершив своє військове навчання в Школі військової інженерії в Чатемі.

## Хрест Вікторії
Йому було 23 роки, і він був лейтенантом Корпусу королівських інженерів британської армії під час Кримської війни, коли стався наступний подвиг, за який його було нагороджено Хрестом Вікторії.
18 червня 1855 року в Криму лейтенант Грем, у супроводі сапера (Джон Пері), виявив рішучу хоробрість на чолі драбинної партії під час штурму редану під Севастополем. Він також неодноразово виходив, щоб забрати поранених офіцерів і солдатів.

## Пізніша служба

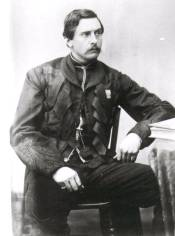
Фото з Королівської бібліотеки інженерів

Під час Другої англо-китайської війни він знову виявив велику мужність і майстерність, і, хоча був серйозно поранений під час штурму фортів Дагу (21 серпня 1860 року), згодом увійшов до Пекіна разом із переможцями. Після повернення до Англії в 1861 році він протягом 16 років був командуючим інженером послідовно в Брайтоні, Олдершоті, Монреалі, Чатемі, Манчестері та Йорку. У 1877 році його було призначено помічником директора робіт для казарм у Військовому міністерстві.
У 1882 році він супроводжував сера Гарнета Вулзлі до Єгипту як бригадний генерал, і його війська відіграли велику роль у переможній кампанії проти Орабі-паші. У 1884 році він виступив проти Османа Дігни, чию армію він розбив під Ель-Тебом і Тамаї. Тим часом він наполягав на плані допомоги Гордону, який, однак, не був прийнятий.
Грем очолив другу Суакінську польову армію, яка прибула до порту 12 березня 1885 року. Її метою було придушити сили Османа Дігни, які діяли в цьому районі, та наглядати за будівництвом Суакін-Берберської залізниці. Польова армія брала участь у двох боях: під Хашином 20 березня та під Тофреком 22 березня, перш ніж британський уряд змінив свою політику, закривши залізничний проект і залишивши Судан у травні 1885 року.
У своїй книзі "Битва під Тофреком, що відбулася біля Суакіна, 22 березня 1885 року", написаній незабаром після битви з метою виправити помилкові твердження як в офіційних, так і в пресових звітах про битву, Вільям Гелловей різко критикував планування генералом Гремом експедиції на Тофрек за трьома пунктами:
- Порівняно з експедицією на Хашин 20 березня, якою Грем командував сам, яка була захищена чотирма ескадронами британської кавалерії та полком бенгальської кавалерії, що діяли як розвідники, експедиція на Тофрек, командування якою він делегував генералу Макнілу, мала лише один ескадрон уланів плюс роту кінної піхоти для забезпечення попередження про діяльність противника.
- Тоді як Грем мав захист батареї Королівської кінної артилерії, здатної обстрілювати ворога на великій відстані, жодна артилерія не була придана силам Макніла.
- Тоді як співвідношення людей до транспортних тварин було понад 5:1 у попередній експедиції, воно становило не більше 2:1 у пізнішій, що призвело до більших труднощів у контролі над тваринами.

Гелловей був ще більш критично налаштований щодо Грема за зміну наказів Макнілу в останню хвилину. Замість того, щоб йти встановленим шляхом у південно-західному напрямку до Тамаї, як було заплановано спочатку, Грем особисто наказав Макнілу йти на захід у незвідану територію, яка виявилася густо вкритою джунглями мімози з довгими низько розташованими гілками, вкритими гострими шипами. Це призвело до того, що просування було як повільним, так і важким, забезпечуючи противнику чудове укриття для раптового нападу, який вони здійснили пізніше того ж дня.

## Нагороди
Грем був удостоєний звання лицаря Великого хреста Ордена Лазні в 1896 році та полковника-коменданта Корпусу королівських інженерів у 1899 році. 
Його Хрест Вікторії зараз знаходиться у власності пра-пра-пра-правнука Грема Олівер Брукс і виставлений у Музеї Королівських інженерів (Гіллінгем, Англія).
Він похований на Іст-зе-Вотерському кладовищі в Байдефорді в Девоні в могилі поруч із могилою Джорджа Чаннера VC.

## Твори
Він опублікував низку наукових праць та статтю в Fortnightly Review під назвою "Останні слова з Гордоном" (1887), а також підготував переклад "Операцій німецьких інженерів та технічних військ під час франко-німецької війни 1870–71 років" Гьотце (1875).